# Lars Tjernberg
Lars Theodor Tjernberg, född 16 december 1907 i Ljusne, Hälsingland, död 17 maj 1989 i Stockholm, var en svensk målarmästare och målare.
Han var son till smältarsmeden Carl Tjernberg och hans hustru Gunilla och gift med Alice Johnsson. Tjernberg utbildade sig till yrkesmålare och blev målarmästare 1933. Från 1950-talet arbetade han som konsult inom målarbranschen där han i samarbete med Olle Nyman försökte lansera idén att använda akrylatfärger och målarduk av glasfiber till konstverken. Som konstnär var han autodidakt och bedrev studier under upprepade målarresor till bland annat Spanien under 1960-talet och fick en viss vägledning av Åke W. Andersson och Ingemar Fröberg. Han medverkade i Liljevalchs konsthalls Stockholmssalonger under 1960-talet och var även en mecenat för blivande konstnärer.